# Fernspähtruppabzeichen
Das Fernspähtruppabzeichen war ein internes Truppenabzeichen der eingeschlossenen deutschen Verbände in der Festung Dünkirchen gegen Ende des Zweiten Weltkriegs. Die Stiftung erfolgte vom kommandierenden Vizeadmiral Friedrich Frisius zu einem unbekannten Zeitpunkt bis Mai 1945 ähnlich dem Dünkirchenschild und wurde in einer Ausführung verliehen.

## Verleihungsbedingungen und Aussehen
Die Verleihung des Fernspähtruppabzeichens erfolgte für die Teilnahme an einem gelungenen Versorgungsunternehmen der Festung, insbesondere hier der Würdigung des Einsatzes und der dabei bewiesenen Umsicht. Ferner in diesem Zusammenhang für den dabei gezeigten „mutigen“ Einsatz. Das selten verliehene Abzeichen hat die Form einer silbrig gestickten stilisierten Schwinge auf dunkler Tuchunterlage und wurde aller Ansicht nach auf dem linken Ärmel des Trägers befestigt. Der Beliehene erhielt mit Übergabe des Abzeichens eine von Frisius unterzeichnete Verleihungsurkunde.

## Verleihungszahlen
Bisher ist anhand der Verleihungsurkunden nur bestimmt, dass das Abzeichen am 2. Mai 1945 an acht Seehundbesatzungen der Kleinkampfverbände der Kriegsmarine verliehen worden ist, die bis Kriegsende zweimal die Festung zwecks Lebensmittelversorgung angelaufen waren. Letztmals an diesem 2. Mai 1945. Kurioserweise trägt jedoch die Verleihungsurkunde von Obermaschinist Holst die Verleihungsurkundennummer 48.